# Hyperolius castaneus
Espèce
Synonymes
- Hyperolius latifrons Ahl, 1931
- Hyperolius rugegensis Ahl, 1931
- Hyperolius ventrimaculatus Ahl, 1931
- Hyperolius adolphi-friederici Ahl, 1931
- Hyperolius castaneus rhodogaster Laurent, 1951

Statut de conservation UICN

 LC  : Préoccupation mineure
Hyperolius castaneus est une espèce d'amphibiens de la famille des Hyperoliidae.

## Répartition
Cette espèce se rencontre entre 1 600 et 2 850 m d'altitude, :
- dans l'est de la République démocratique du Congo ;
- dans l'ouest du Rwanda ;
- dans l'ouest du Burundi ;
- en Ouganda.

## Publication originale
- Ahl, 1931 : Amphibia, Anura III, Polypedatidae. Das Tierreich, vol. 55, p. 477.